# Michael Zacharias
Michael Martin Zacharias (* 1945) ist ein deutscher Wirtschaftswissenschaftler und war von 1977 bis 2012 Professor an der Hochschule Worms mit Schwerpunkt Vermarktung und Verkauf. Von 2012 bis 2016  war er Lehrbeauftragter für Strategisches Marketing im Masterprogramm an der Graduate School der Leuphana Universität Lüneburg. Er ist weiterhin als Forscher, Vortragender und Berater im Direktvertrieb in Deutschland, Österreich und der Schweiz tätig sowie international bereits seit 1998 als Unternehmensberater im Altölrecycling. 

## Wirken
Im Jahr 1974 promovierte Zacharias am Fachbereich „Rechts- und Wirtschaftswissenschaften“ der Technischen Universität Darmstadt zu dem Thema „Informationskonzepte in der staatlichen Forschungsplanung der BRD“. Von 1977 bis 2007 war Zacharias Professor der Hochschule Worms und als Leiter der Fachrichtung „Marketing und Vertrieb“ des Fachbereichs „European Business Management/Handelsmanagement“ tätig. In dieser Zeit veröffentlichte er drei Publikationen (darunter ein Tonträger), sowie eine Studie zu Direktvertrieb in den deutschsprachigen Ländern. Eine Neuauflage dieses Branchenreports für die Wirtschaftskammer Österreich, in der auch die Einkommensverhältnisse von im Direktvertrieb tätigen Personen untersucht wurden, steht ab Mai 2017 über die Website der Wirtschaftskammer zur Verfügung. 
Er ist Berater im Direktvertrieb des Network-Marketing und als solcher beim Aufbau und bei der Steuerung von Direktvertriebssystemen tätig. Zacharias gründete die „Network-Academy“, eine Ausbildungseinrichtung für Unternehmen und für selbständige Berater bzw. Warenpräsentatoren im Network-Marketing. Ab 1996 war er auch als Gutachter im Auftrag von Banken und Risikokapital-Gesellschaften zur Evaluierung von Unternehmensgründungen und Marketingkonzepten tätig.
Zacharias war Aufsichtsratsmitglied des Internetunternehmens Guideguide AG in Remagen ab 2000. Das Unternehmen ging 2009 insolvent.

## Ehrungen
2007 erhielt Zacharias den erstmals vergebenen Ehrenring des Bundesgremiums Direktvertrieb der Wirtschaftskammer Österreich. Der Ehrenring ist eine interne Ehrung unter Ausschluss der Öffentlichkeit.

## Werke
- Heute schon an Morgen denken [Tonträger]
- Direktvertrieb in Deutschland, Österreich und der Schweiz: Ein Branchenreport mit einer aktuellen Befragung von über 6600 Betriebspartnern, Meerbusch, H. P. Marketing, 2009
- Network-Marketing: Beruf und Berufung, Augsburg: Ed.-Erfolg-Verl., 2008
- Bildschirmtext im mittelständischen Grosshandel, München. Landesverb. d. Bayer. Gross- u. Aussenhandels, 1985
- Informationskonzepte in der staatlichen Forschungsplanung der BRD, Darmstadt, Bläschke, 1974